# Третье правительство Имре Надя
Коалиционный Совет министров Венгерской Народной республики под председательством Имре Надя (также Третье правительство Надя, венг. Harmadik Nagy Imre-kormány) — образованное в разгар Венгерского восстания коалиционное правительство, существовавшее в период с 2 по 4 ноября (де-факто) 1956 года, формально распущено 12 ноября того же года.
Возглавило сопротивление советским войскам, но не смогло консолидировать все силы восставших и было дискредитировано попустительством расправам над противниками повстанцев, что привело к выходу из него Яноша Кадара, образовавшего в городе Сольнок просоветское Революционное рабоче-крестьянское правительство Венгрии, восстановившее в следующий же день с помощью Особого корпуса и подразделений Рабочей охраны контроль над большей частью территории страны.

## Предыстория
23 октября 1956 года состоявшаяся в Будапеште 200-тысячная демонстрация, проходившая под лозунгами в поддержку опального премьера Имре Надя и требованиями отставки дискредитировавшего себя сталинистского руководства страны во главе с Эрнё Гере, переросла в столкновения протестующих с силами AVH у здания Дома радио. Ситуация быстро вышла из-под контроля властей, на сторону восставших начали переходить дислоцированные в городе подразделения венгерской армии, благодаря чему у тех появилось много оружия. Мятежники повалили памятник Сталину, захватили здания радиокомитета, газеты «Szabad nép», телефонного центра и казарм. Неорганизованные попытки правительственных сил воспрепятствовать этому ни к чему не привели и Герё, в соответствии с Варшавским договором, ночью того же дня запросил помощи у СССР, на следующий день его просьба была продублирована в письменном виде премьер-министром страны Андрашем Хегедюшем.
В 23 часа на основании решения Президиума ЦК КПСС, начальник Генштаба Вооружённых сил СССР маршал В. Д. Соколовский приказал командиру Особого корпуса начать выдвижение в Будапешт для оказания помощи венгерским войскам «в восстановлении порядка и создания условий для мирного созидательного труда». Соединения и части Особого корпуса прибыли в Будапешт к 6 часам утра 24 октября и вступили в бои с повстанцами.
В ночь с 23 на 24 октября 1956 года руководство правящей Венгерской партии трудящихся приняло решение — пойти на уступки и выполнить главное требование восставших, восстановив Имре Надя в должности премьера, которую он уже занимал в 1953—1955 годах. Надь выступил в 12:10 24 октября с радиообращением, в котором призвал всех соблюдать порядок, прекратить боестолкновения и сложить оружие, но оно было проигнорировано мятежниками, явочным порядком начавшими захватывать власть на местах, создавая «революционные советы» и «рабочие комитеты».
25 октября Эрнё Герё ушёл в отставку с поста Первого секретаря ЦК ВПТ и бежал из Будапешта под защиту советских войск. В тот же день этот пост занял Янош Кадар, первоначально поддерживавший Имре Надя и повстанцев.
27—28 октября Имре Надь внезапно перешёл на сторону восставших, объявил о формировании коалиционного правительства с участием правых партий, ликвидированных после прихода ВПТ к власти в 1948 году, отозвал части ВНА и принял решение о её роспуске, а также назвал происходящие события «национальной революцией» и начал переговоры о выводе советских войск из Венгрии. Подразделения Особого корпуса, после переговоров Микояна и Суслова с Надем, были выведены из Будапешта.
Заявление И. Надя от 28 октября стало поворотным моментом в развитии октябрьских событий. Партийный актив, защищавший административные и общественные здания, министерства и партийную собственность, получил приказ венгерского правительства немедленно сдать всё наличное оружие. Наиболее дисциплинированные коммунисты его выполнили, и позже многие из них поплатились за это жизнью, будучи убитыми повстанцами и не имея при этом оружия для самообороны. По всей стране начались массовые расправы над коммунистами, сотрудниками AVH и теми, кто подозревался восставшими в симпатиях к СССР.
30 октября было принято решение о роспуске ВПТ и создании вместо неё Венгерской социалистической рабочей партии. Временный её исполком возглавил Кадар (вошедший в состав правительства Надя), в него вошли 7 человек — преимущественно, сторонники Имре Надя. В тот же день правительство Надя объявило о ликвидации однопартийности, что было поддержано Кадаром в целях «избежания дальнейшего кровопролития». Это не помешало повстанцам в тот же день захватить штурмом здание Будапештского горкома ВПТ на площади Республики, смертельно ранив первого секретаря городского комитета партии Имре Мезё и зверски убив 24 защищавших его венгерских солдата.
1 ноября Имре Надь объявил о выходе ВНР из Организации Варшавского договора и призвал ООН «защитить венгерскую демократию». Восставшие и вставшая на их сторону часть армии начали готовить Будапешт к обороне. Нота Надя о выходе Венгрии из Варшавского договора убедила советское руководство, что с ним невозможно договориться и дело идёт к окончательной потере контроля над страной. Начались консультации Никиты Хрущёва с руководством стран социалистического лагеря, СФРЮ и КНР.

## Создание правительства
2 ноября Надь, осознавая неизбежность повторного советского военного вмешательства, сформировал коалиционное правительство в соответствии с принципами многопартийности и с целью консолидации всех сил восставших. В состав нового правительства вошли: 4 представителя образуемой в то же самое время Венгерской социалистической рабочей партии, по 3 члена Независимой партии мелких хозяев (в том числе бывший президент Венгерской республики Золтан Тилди) и Социал-демократической партии, а также 2 (по другим данным — 3) представителя партии Петефи (под таким названием функционировала восстановленная Национально-крестьянская партия). Сам Надь совместил посты председателя правительства и министра иностранных дел, министром обороны стал руководитель вооружённых частей повстанцев Пал Малетер. В правительство вошёл и Янош Кадар, который ещё 1 ноября покинул Будапешт и установил контакт с советским военным командованием, но пока не определился, что делать в складывающейся ситуации.
Новое правительство попыталось восстановить производство, распорядилось открыть магазины и предприняло меры для восстановления общественного порядка. Однако оно не приняло никаких мер для прекращения расправ над бывшими членами распущенных ВПТ и AVH, что окончательно толкнуло Яноша Кадара (раннее говорившего, что он «ляжет под первый русский танк, нарушивший границы Венгрии») к сотрудничеству с советским руководством. 3 ноября он заявил о своём выходе из правительства Надя и дал Хрущёву согласие возглавить новое правительство, которое дало бы советским войскам официальное разрешение на подавление восстания.
В ночь с 3 на 4 ноября во время переговоров командования Особого корпуса с руководством повстанцев был арестован министр обороны Пал Малетер. Утром 4 ноября началась операция «Вихрь». В 5 часов 15 минут утра 4 ноября на волнах радио города Сольнок (фактическая трансляция шла из советского Ужгорода) прозвучало обращение Кадара и ещё трёх министров предыдущего состава правительства Надя, составленное в форме открытого письма. Они заявили, что 1 ноября покинули правительство из-за его неспособности «бороться с контрреволюционной опасностью» и в целях «подавления фашизма и реакции» сформировали в Сольноке новое Революционное рабоче-крестьянское правительство Венгрии. Они призвали СССР оказать всемерную, в том числе военную, помощь, а также призвали венгерский народ к активной поддержке своей политики и программы консолидации общества на принципах социализма и пролетарского интернационализма.
В 6 часов утра по радио выступил сам Янош Кадар, объявивший состав своего кабинета. Он утверждал, что «реакционные элементы хотели свергнуть социалистический общественный строй в Венгрии и восстановить господство помещиков и капиталистов». Новое правительство, как сказал Янош Кадар, обратилось к командованию советскими войсками, чтобы оно «помогло нашему народу разбить чёрные силы реакции и контрреволюции, восстановить народный социалистический строй, восстановить порядок и спокойствие в нашей стране». При этом Кадар не объяснил, почему он изменил свою позицию с ночи 1 ноября, когда по радио публично высказался в поддержку Имре Надя.
В тот же день в 6 часов 20 минут по будапештскому «Сабад Кошут радио» в ответ выступил Имре Надь:

Говорит Председатель Совета министров Венгерской Народной республики Имре Надь. Сегодня рано утром советские войска атаковали нашу страну с целью свергнуть законное демократическое правительство Венгрии. Наша армия ведёт бои. Все члены правительства остаются на своих местах. Я заявляю это народу нашей страны и мировому общественному мнению.

Однако сразу после этого обращения сам Надь, а также часть членов его правительства покинули здание Парламента и укрылись в посольстве Югославии. Работа правительства фактически была парализована, хотя на заседании Временного исполкома ВСРП 11 ноября было принято решение, что правительство не должно уходить в отставку.
Подразделения Особого корпуса, усиленные подошедшими с территории Советского Союза дополнительными силами и спешно сформированными Кадаром из сохранивших боеспособность частей ВНА, AVH, рабочих отрядов и партийного актива частями Рабочей охраны, начали решительное наступление. К 10 ноября сопротивление повстанцев в основном было подавлено, а венгерская армия — разоружена. Советское командование повсеместно приступило к созданию военных комендатур. К 11 ноября вооружённое сопротивление было сломлено не только в столице, но и фактически на всей территории Венгрии.
7 ноября Янош Кадар возвратился в Будапешт и объявил о переходе всей полноты власти в стране в руки Революционного рабоче-крестьянского правительства. 12 ноября Президиум ВНР объявил о роспуске Совета министров ВНР, возглавляемого Имре Надем, и признал законным правительством страны кабинет Кадара, в тот же день оно было приведено к присяге.

## Состав
| Коалиционный Совет министров Венгерской Народной республики (Третье правительство под председательством Имре Надя) | Коалиционный Совет министров Венгерской Народной республики (Третье правительство под председательством Имре Надя) | Коалиционный Совет министров Венгерской Народной республики (Третье правительство под председательством Имре Надя) | Коалиционный Совет министров Венгерской Народной республики (Третье правительство под председательством Имре Надя) | Коалиционный Совет министров Венгерской Народной республики (Третье правительство под председательством Имре Надя) | Коалиционный Совет министров Венгерской Народной республики (Третье правительство под председательством Имре Надя) |
| Должность | Портрет | Министр | Партия | Партия | Срок пребывания в должности                                                                                        |
| --- | --- | --- | --- | --- | --- |
| Председатель | | Имре Надь | | Венгерская социалистическая рабочая партия                                                                         | 2 — 4/12 ноября 1956 года                                                                                          |
| Министр иностранных дел                                                                                            | | Имре Надь | | Венгерская социалистическая рабочая партия                                                                         | 2 — 4/12 ноября 1956 года                                                                                          |
| Министр обороны | | Пал Малетер | | Венгерская социалистическая рабочая партия                                                                         | 2 — 3 — 4/12 ноября 1956 года                                                                                      |
| Государственный министр                                                                                            | | Янош Кадар | | Венгерская социалистическая рабочая партия                                                                         | 2 — 3 ноября 1956 года                                                                                             |
| Государственный министр                                                                                            | | Золтан Тилди | | Независимая партия мелких хозяев                                                                                   | 2 — 4/12 ноября 1956 года                                                                                          |
| Государственный министр                                                                                            | | Бела Ковач | | Независимая партия мелких хозяев                                                                                   | 2 — 4/12 ноября 1956 года                                                                                          |
| Государственный министр                                                                                            | | Иштван Сабо | | Независимая партия мелких хозяев                                                                                   | 2 — 4/12 ноября 1956 года                                                                                          |
| Государственный министр                                                                                            | | Геза Лошонци | | Венгерская социалистическая рабочая партия                                                                         | 2 — 4/12 ноября 1956 года                                                                                          |
| Государственный министр                                                                                            | | Анна Кетли | | Социал-демократическая партия Венгрии                                                                              | 2 — 4/12 ноября 1956 года                                                                                          |
| Государственный министр                                                                                            | | Дьюла Келемен | | Социал-демократическая партия Венгрии                                                                              | 2 — 4/12 ноября 1956 года                                                                                          |
| Государственный министр                                                                                            | | Йожеф Фишер | | Социал-демократическая партия Венгрии                                                                              | 2 — 4/12 ноября 1956 года                                                                                          |
| Государственный министр                                                                                            | | Иштван Бибо | | Партия Петёфи | 2 — 4/12 ноября 1956 года                                                                                          |
| Государственный министр                                                                                            | | Ференц Фаркаш | | Партия Петёфи | 2 — 4/12 ноября 1956 года                                                                                          |
| Государственный министр                                                                                            | | Ференц Эрдеи | | Партия Петёфи | 2 — 4/12 ноября 1956 года                                                                                          |